# Hexatylus vigissi
Hexatylus vigissi is een rondwormensoort. De wetenschappelijke naam van de soort is voor het eerst geldig gepubliceerd in 1952 door Skarbilovich.